# L'antidoto della malinconia
L'antidoto della malinconia è il secondo romanzo di Piero Meldini. È stato pubblicato dalla casa editrice Adelphi nel 1996 ed è giunto alla quarta edizione. È stato tradotto in francese (L'antidote de la mélancolie, Plon, 2000), in spagnolo (El antidoto de la Melancolia, Ediciones Destino, 1996), in tedesco (Das Gegengift zur Melancholie, Berlin Verlag, 1997; Diana Verlag, 1999) e in turco (Melankoliye panzehir, Arion Yayinevi, 2003). 
Il romanzo ha vinto il Premio Selezione Campiello, il Premio Vittorini Siracusa e il Premio Catanzaro.

## La trama
Ambientato nel 1690 in una piccola e decaduta città periferica dello Stato della Chiesa dietro la quale non è difficile scorgere la Rimini del tempo, il romanzo è la storia di due "malinconici": un maturo speziale, Gioseffo, che ha per solo compagno un vecchissimo cane e per unico sogno la stampa di un bizzarro trattato, destinato a ricreare lo spirito di chi soffre di umor nero, e una giovanissima aristocratica sentimentale e malaticcia, Matilde, che si innamora dell'uomo sbagliato: un nobile rampollo violento e scapestrato.
La vicenda di Gioseffo e della sua figlioccia è quella di due persone diverse in tutto – età, sesso, condizione sociale – ma egualmente sognatrici e indifese, e perciò votate entrambe a una sorte avversa: sorte che è frutto, in egual misura, dell'altrui cecità e delle proprie fantasie malinconiche.